# Geumjeong-gu (Busan)
Geumjeong-gu es un distrito en el norte-centro de Busan, Corea del Sur. Aproximadamente el 7,3% de la población de Busan se encuentra en Geumjeong-gu.
El embalse Hoedong se encuentra en el límite oriental de la comarca, y la Geumjeongsan de montaña en el oeste. Debido a esto, el 75% de las tierras del distrito está restringido desde el desarrollo residencial. La población del distrito se concentra en el valle del arroyo Oncheoncheon, un afluente del Suyeonggang. Las señales notables incluyen Beomeosa, un templo budista que data de la dinastía Silla, y Geumjeongsan, la montaña que domina la mayor parte del distrito. Geumjeongsan está coronado por las paredes de la Geumjeongsanseong, que fueron construidos en la dinastía Joseon. Varios colegios y universidades se encuentran en Geumjeong-gu. 
Geumjeong-gu sirve como nexo de conexiones de tránsito entre el centro de Busan y el resto de Corea. El extremo norte de la Línea 1 del metro de Busan se encuentra en Nopo-dong, en el que está junto a las principales terminales de autobuses expresos de Busan. Además, el término meridional del Gyeongbu Expressway se encuentra en el distrito.

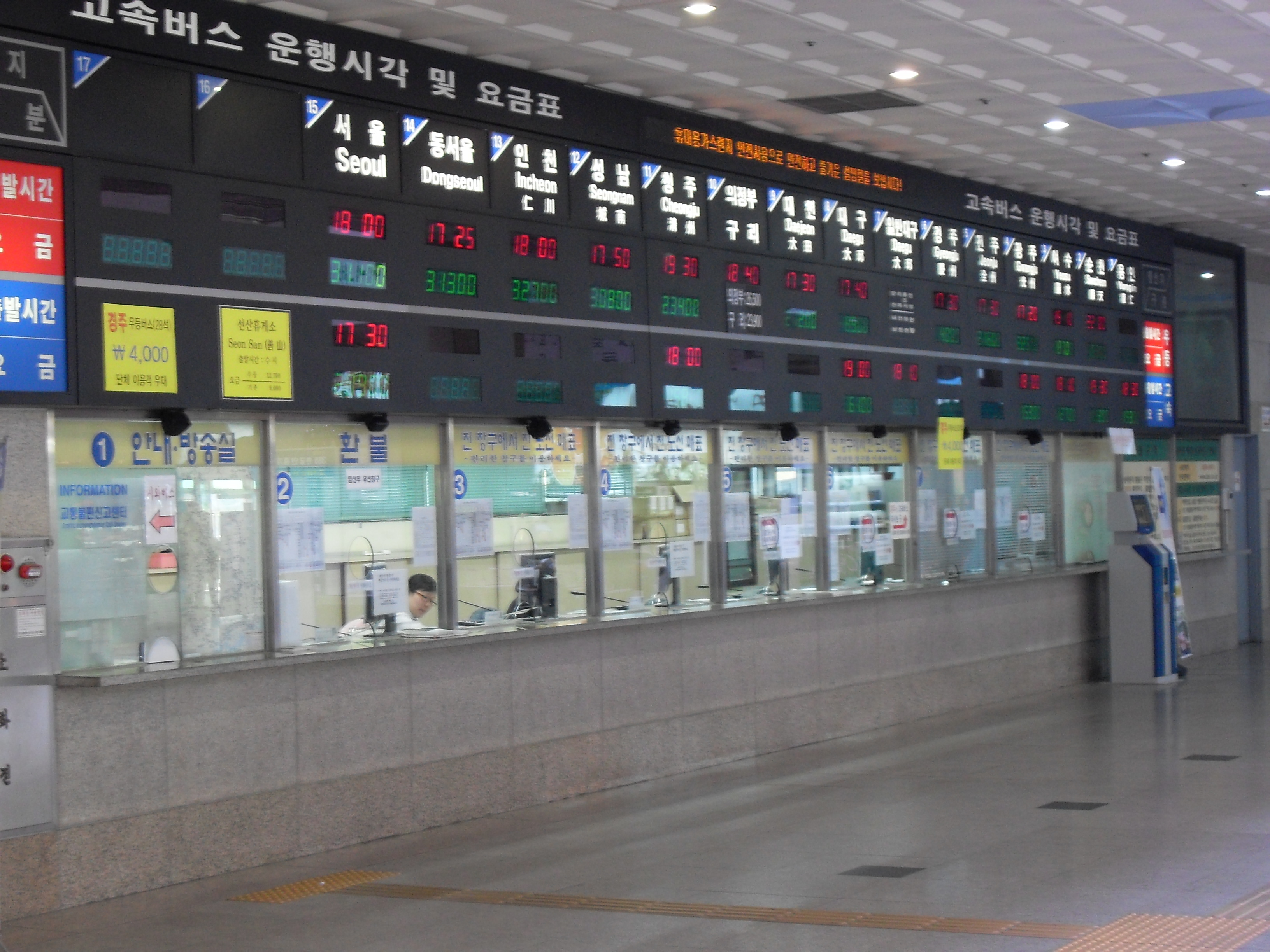
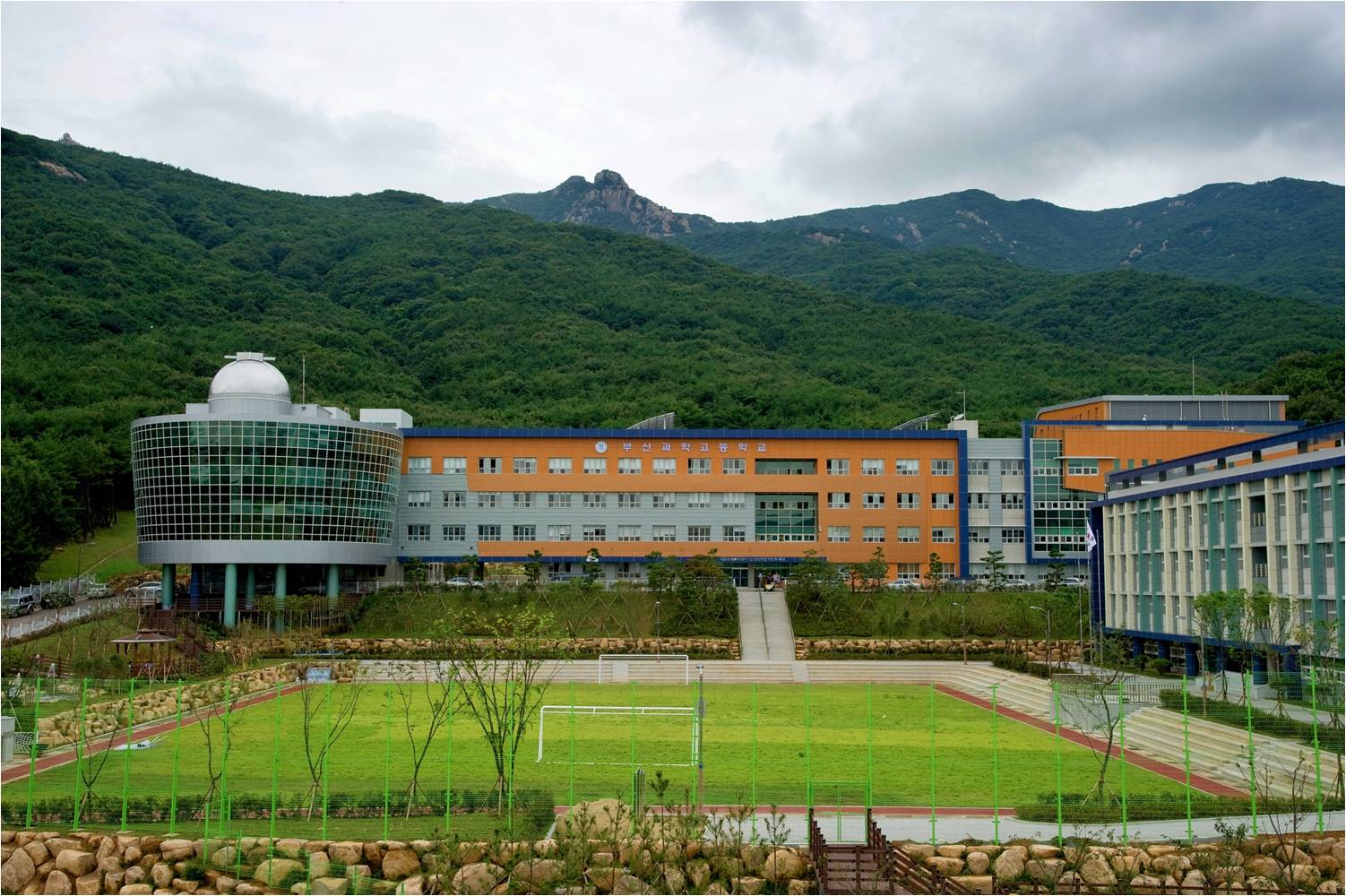
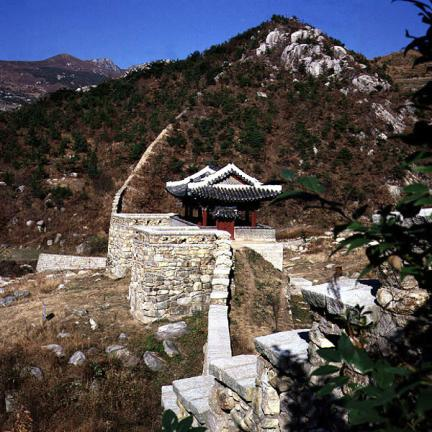

## Divisiones administrativas
- Seo-dong
- Geumsa-dong
- Oryun-dong
- Bugok-dong
- Jangjeon-dong
- Seon-dong
- Dugu-dong
- Cheongnyongnopo-dong
- Namsan-dong
- Guseo-dong
- Geumseong-dong